# The Olatunji Concert: The Last Live Recording
| Recensione | Giudizio |
| ---------- | -------- |
| AllMusic   | [ 1 ]    |
| Pitchfork  | [ 2 ]    |

The Olatunji Concert: The Last Live Recording è un album live del musicista jazz statunitense John Coltrane pubblicato postumo dall'etichetta Impulse! Records nel 2001. Si tratta dell'ultima esibizione dal vivo di Coltrane incisa su nastro di cui si abbia notizia.

## Il disco
L'album consiste in due lunghe tracce: Ogunde, che Coltrane incise anche per il suo album finale Expression, e una lunga versione particolarmente free jazz di My Favorite Things, brano che Coltrane eseguiva regolarmente in concerto fin dal 1960. La registrazione del concerto, tenutosi al Centro di Cultura Africana fondato dal percussionista nigeriano Babatunde Olatunji (grande amico di Coltrane), fu eseguita dietro ordinazione della stazione radio locale WLIB di Billy Taylor dal tecnico del suono Bernard Drayton con apparecchiature non professionali. Ciò contribuì alla scarsa resa sonora del concerto.
Il batterista Rashied Ali, che partecipò al concerto, notò che Coltrane quel giorno era particolarmente stanco e che quindi suonò seduto. Verso maggio, circa un mese dopo questo show, Coltrane iniziò a soffrire di forti dolori addominali causati dalla malattia; il sassofonista morì due mesi dopo, in luglio, a causa di un tumore al fegato. Il concerto all'Olatunji Center non fu l'ultima esibizione di Coltrane, ma la penultima, in quanto il musicista avrebbe suonato dal vivo ancora in un'altra occasione: il 7 maggio 1967 a Baltimora, anche se l'esibizione non venne registrata su nastro.

## Tracce
1. Introduction by Billy Taylor – 0:35
2. Ogunde – 28:25
3. My Favorite Things – 34:38

- Registrato il 23 aprile 1967 all'Olatunji Center of African Culture, New York City, Stati Uniti

## Musicisti
- John Coltrane – sassofono soprano e sassofono tenore
- Rashied Ali – batteria
- Alice Coltrane – pianoforte
- Algie DeWitt – Batá
- Jimmy Garrison – contrabbasso
- Pharoah Sanders – sassofono tenore
- Juma Santos – percussioni (probabilmente)[4]